# Plácido Bilbao
Plácido Bilbao Zubiaur (Lejona, Vizcaya, 13 de septiembre de 1940 - Ibídem, 16 de junio de 2014) fue un futbolista español que jugaba en la demarcación de delantero.

## Biografía
Empezó jugando como futbolista en la SD Indauchu en 1961 cuando contaba 21 años de edad. Un año después le fichó el Athletic Club, club en el que jugó once partidos de liga y tres de copa. En 1964 fue el Real Valladolid CF quien se hizo con sus servicios por una temporada, marcando cinco goles en 30 partidos. También jugó para el RC Recreativo de Huelva, Arenas Club, el Boston Beacons en Estados Unidos, Estepona CF y finalmente para el UD Melilla, donde pasó los dos últimos años de su carrera deportiva.
Falleció el 16 de junio de 2014 a los 73 años de edad.

## Clubes
| Club                    | País           | Año         | Partidos | Goles |
| ----------------------- | -------------- | ----------- | -------- | ----- |
| SD Indauchu             | España         | 1961 - 1962 | 13       | 2     |
| Athletic Club           | España         | 1962 - 1964 | 14       | 1     |
| Real Valladolid CF      | España         | 1964 - 1965 | 30       | 5     |
| RC Recreativo de Huelva | España         | 1965 - 1967 | 53       | 6     |
| Arenas Club             | España         | 1967 - 1968 | ¿?       | ¿?    |
| Boston Beacons          | Estados Unidos | 1968 - 1969 | ¿?       | ¿?    |
| Estepona CF             | España         | 1969 - 1970 | ¿?       | ¿?    |
| UD Melilla              | España         | 1970 - 1972 | ¿?       | ¿?    |